# Bufotes surdus
Bufotes surdus är en groddjursart som först beskrevs av George Albert Boulenger 1891.  Bufotes surdus ingår i släktet Bufotes och familjen paddor. Inga underarter finns listade i Catalogue of Life.
Detta groddjur lever i sydöstra Iran, in nordvästra Pakistan och kanske i angränsande regioner av Afghanistan. En liten avskild population finns i västra Iran. Fynd från östra Irak behöver bekräftelse. Arten lever i låglandet och i bergstrakter upp till 2250 meter över havet. Den hittas främst i oaser i torra klippiga landskap. Under den torra perioden uppsöks fuktig jord eller kyliga platser mellan stenar. Honan lägger ägg i två kedjor som fästas i vattenpölar vid växter. Äggen har i början en diameter av 1,4 mm och när ungarna kläcks är de cirka 16 mm stora. Arten liknar grönfläckig padda i utseende.
Beståndet hotas av vattenföroreningar och av torka. Hela populationen är fortfarande stor. IUCN kategoriserar arten globalt som livskraftig.